# Copa Mundial de Rugby League de 1968
La Copa Mundial de Rugby League de 1968 fue la cuarta edición de la Copa del Mundo de Rugby League.

## Equipos
- Australia
- Francia
- Gran Bretaña
- Nueva Zelanda

## Fase de grupos
| Equipo        | Encuentros | Encuentros | Encuentros | Encuentros | Tantos  | Tantos    | Tantos     | Puntos |
| Equipo        | jugados    | ganados    | empatados  | perdidos   | a favor | en contra | diferencia | Puntos |
| ------------- | ---------- | ---------- | ---------- | ---------- | ------- | --------- | ---------- | ------ |
| Australia     | 3          | 3          | 0          | 0          | 93      | 26        | +67        | 6      |
| Francia       | 3          | 2          | 0          | 1          | 26      | 49        | −23        | 4      |
| Gran Bretaña  | 3          | 1          | 0          | 2          | 50      | 46        | +4         | 2      |
| Nueva Zelanda | 3          | 0          | 0          | 3          | 36      | 84        | −48        | 0      |

Nota: Se otorgan 2 puntos al equipo que gane un partido, 1 al que empate y 0 al que pierda.
|  | Clasifican a la final |

### Final
| 10 de junio | Australia | 20 - 2 | Francia | Sydney Cricket Ground, Sídney   |  |
|             |           |        |         | Asistencia: 54.290 espectadores |  |

| Bandera de Australia |
| Campeón Australia    |
| Segundo título       |